# 1610'erne
Århundreder: 16. århundrede – 17. århundrede – 18. århundrede
Årtier: 1560'erne 1570'erne 1580'erne 1590'erne 1600'erne – 1610'erne – 1620'erne 1630'erne 1640'erne 1650'erne 1660'erne
År: 1610 1611 1612 1613 1614 1615 1616 1617 1618 1619
Begivenheder
Personer